# 苯並［a］蒽
苯並[a]蒽，又名四芬，是一种多环芳烃，化学式 C18H12。

## 毒性
动物研究表明苯並[a]蒽具有致癌性和遗传毒性。小鼠经摄取、皮下注射和腹膜注射出现肝、皮肤和肺肿瘤。属2类致癌物，3类生殖细胞诱变物质。
该物质在有机体内经细胞色素P450和环氧化物水解酶代谢，生成的产物有反式-3,4-二羟基-3,4-二氢苯并[a]蒽，反式-5,6-二羟基-5,6-二氢苯并[a]蒽，反式-8,9-二羟基-8,9-二氢苯并[a]蒽，以及反式-10,11-二羟基-10,11-二氢苯并[a]蒽。其中，由3,4-环氧化水解产物为间接致癌，其进一步代谢的产物3,4-二羟基-1,2-环氧-1,2,3,4-四氢苯并[a]蒽与DNA结合诱导突变。